# Laurent Monsengwo Pasinya
Laurent Monsengwo Pasinya   (Congo Belga, 7 d'octubre de 1939 - Le Port-Marly, 11 de juliol de 2021) va ser un cardenal congolès i arquebisbe de Kinshasa i, de facto, Primat de la República Democràtica del Congo des del seu nomenament pel Papa Benet XVI al 2007.

## Biografia
Monsengwo Pasinya va néixer a Mongobele, a la diòcesi d'Inongo. Pertany a una de les famílies reials basakata; el seu segon nom, "Monsengwo", significa "nebot del cap tradicional".
Va fer els seus estudis eclesiàstic inicials al seminari de Bokoro i els seguí al seminari major de Kabwe, on estudià filosofia. Va ser enviat a Roma per estudiar a la Pontifícia Universitat Urbaniana i al Pontifici Institut Bíblic. També estudià al Pontifici Institut Bíblic de Jerusalem, on assolí el doctorat en estudis bíblics (va ser el primer africà a obtenir aquest doctorat). Allà va tenir com a director el Pare Carlo Maria Martini, SJ, el futur cardenal. Va ser ordenat prevere el 21 de desembre de 1963 a Roma. Després de la seva ordenació realitzà treball pastoral i serví com a membre de la Facultat Teològica de Kinshasa diversos anys. Serví com a secretari general de la Conferència Episcopal Congolesa entre 1976 i 1980.

### Episcopat
El papa Joan Pau II el nomenà bisbe titular de Acque Nuove di Proconsolare i auxiliar de Kisangani el 13 de febrer de 1980. Va ser consagrat bisbe el 4 de maig de 1980 a Kinshasa a l'aire lliure pel mateix Papa Joan Pau II, assistit per Agnelo Rossi, Cardenal Prefecte de la Congregació per a l'Evangelització dels Pobles i per Albert-Joseph Malula, arquebisbe de Kinshasa. Serví com a president de la Conferència Episcopal Congolesa el 1980 i de nou el 1992. Va ser nomenat arquebisbe metropolità de Kisangani l'1 de setembre de 1988. Quan el dictador Mobutu Sese Seko va perdre el poder a mitjans de la dècada de 1990, el país necessitava algú d'una integritat immaculada per dirigir la transició. L'arquebisbe Monsengwo Pasinya va ser nomenat president de la Conferència Nacional Sobirana el 1991, president de l'Alt Consell de la República el 1992 i portaveu del Parlament per la Transició al 1994. Era vist àmpliament com un paladí de la pau, del diàleg i dels drets humans.
Serví com a copresident de Pax Christi International entre 2007 i 2010. Va ser enviat a la seu metropolitana de Kinshasa pel Papa Benet XVI el 6 de desembre de 2007 després de la mort del cardenal Frédéric Etsou-Nzabi-Bamungwabi el gener de 2007. Continuà elevant la seva veu en defensa dels drets humans, la justícia i la pau.
El 20 de novembre de 2010 el Papa Benet el nomenà cardenal prevere de Santa Maria "Regina Pacis" in Ostia mare. Podrà votar en qualsevol conclave papal fins a complir 80 anys al 2019.
Al desembre del 2010, el Papa Benet el nomenà membre de la Congregació per a l'Educació Catòlica; el 10 de desembre de 2011 va ser nomenat membre del Consell Pontifici per la Cultura, el 29 de desembre següent del Consell Pontifici per les Comunicacions Socials i el 5 de març de 2012 de la Congregació per a l'Evangelització dels Pobles.
El cardenal Monsengwo Pasinya parlà a les eleccions del 2011 dient «s'ha de concloure que els resultats no conformen la veritat ni la justícia.»
Va ser escollit per predicar els exercicis espirituals de Quaresma de 2012 al Papa Benet i a la Cúria Romana.
El 13 d'abril de 2013 va ser nomenat pel Papa Francesc, exactament un mes després de la seva elecció, conjuntament amb altres cardenals, per aconsellar-lo i per estudiar un pla per revisar la Constitució Apostòlica sobre la Cúria Romana, Pastor Bonus. El 13 d'abril de 2013 va ser nomenat pel Papa Francesc, exactament un mes després de la seva elecció, conjuntament amb altres cardenals, per aconsellar-lo i per estudiar un pla per revisar la Constitució Apostòlica sobre la Cúria Romana, Pastor Bonus.

## Rerefons i opinions
Durant la dècada de 1990, Pasinya serví com a president de l'Alt Consell de la República en la transició de la dictadura de Mobutu Sese Seko a la democràcia. El 1994 Monsengwo va ser escollit portaveu del Parlament de Transició de la República, a càrrec de preparar un esborrany de la Constitució i de formar un govern democràtic de transició que preparés les eleccions generals. Monsegwo va defensar els drets humans tant al Congo com a la resta de l'Àfrica i les opinions sobre l'ésser humà a través del concepte cristià de la creació. Va dir que «La Pau va de la mà de la justícia, la justícia amb el dret, el dret amb la veritat. Sense justícia, la pau social queda en mal lloc. Així, la promoció de l'Estat de Dret és necessària, a qualsevol preu, on la primacia de la llei regna, notablement la llei constitucional; Estats de Dret on l'arbitrarietat i la subjectivitat no creen la llei de la jungla; Estats de Dret on la sobirania nacional és reconeguda i respectada; estats de dret on per a cadascú, a la seva deguda es fa de manera equitativa. Sense la veritat, és difícil assegurar la justícia i per parlar de drets. La conseqüència d'això és que la dreta i la dreta no tenen la mateixa llibertat de la ciutat; la qual cosa fa que sigui impossible tenir un ordre harmoniós de les coses o "tranquillitas ordinis". 'En la veritat hi ha la pau' (Benet XVI). És per això que en la recerca de solucions pacífiques, tots els enfocaments diplomàtics i polítics notables apunten a restablir la veritat, la justícia i la pau. Crist és la nostra pau, Ell va fer la pau, Ell va proclamar la pau, perquè tots els jueus i pagans poguessin formar un sol poble. No deixant els altres amb els seus privilegis i els seus drets, sinó en l'abolició de l'exclusió, a enderrocar el mur de separació cultural i social, a la destrucció de l'odi que Ell crucificat a la creu amb el seu cos. Jueus i gentils ja no són més estrangers o estranys, però bons amics, conciutadans dels sants, i cada un té la mateixa herència (Ef 3:06) haver pertangut en el passat a la d'Israel. D'aquesta manera, Ell va crear un nou home, per reconciliar amb Déu a tots dos i donar-los accés al Pare per l'Esperit. És eliminant totes aquestes barreres, l'exclusió, les lleis discriminatòries en la fe i en la societat, i especialment matant l'odi que es reconcilien els homes i es fa la pau.»
Monsengwo va ser citat com a possible successor del Papa Benet XVI.